# Манухин, Сергей Сергеевич
Сергей Сергеевич Ману́хин (27 сентября 1856 — 17 апреля 1922) — русский юрист, министр юстиции и генерал-прокурор (1905), исполняющий обязанности вице-председателя Государственного совета (1914—1915), действительный тайный советник (01.01.1915).

## Биография
Родился в дворянской семье. После окончания гимназии Петришуле (1868—1874) поступил на юридический факультет Санкт-Петербургского университета, откуда вышел в январе 1879 г. со степенью кандидата прав. Служил кандидатом на судебные должности при прокуроре Петербургского окружного суда, затем — секретарём при прокуроре орловского окружного суда.
С 1880 года — заведующий библиотекой департамента, столоначальник в Министерстве юстиции (Петербург). С 1884 чиновник особых поручений при директоре департамента, затем вице-директор департамента; одновременно — обер-прокурор в Первом департаменте Сената. С 1888 г. — юрисконсульт Министерства юстиции, одновременно — управляющий законодательным отделением департамента. С 1890 г. — товарищ обер-прокурора Уголовно-кассационного департамента Сената, а через несколько месяцев директором Первого департамента.
Представлял министерство на международных конгрессах по криминальной антропологии (Брюссель, 1892) и по частному международному праву (Гаага, 1893).
В 1894 г. произведён в действительные статские советники. В 1895—1901 гг. — директор 1-го Департамента министерства. В 1890 г. произведён в тайные советники. С 1 января 1901 — товарищ министра юстиции (министр — Н. В. Муравьёв); одновременно с 1902 г. — сенатор.
С 21 января по 16 декабря 1905 — министр юстиции; при увольнении от этой должности назначен членом Государственного совета с оставлением в звании сенатора. Работал в законодательной комиссии Государственного совета.
В 1912 году по повелению Николая II возглавил комиссию, расследовавшую обстоятельства Ленского расстрела. Пришёл к выводу о неправомерности действий общества «Лензолото» и жандармского ротмистра Трещенкова, руководившего полицией.
С 15 июня 1914 по 15 июля 1915 временно исполнял обязанности вице-председателя Государственного совета. Действительный тайный советник (1915). С 3 мая 1917 г. — сенатор Первого департамента Сената.
Член Английского клуба.
В советское время состоял членом Комиссии по разработке проекта договора между Россией и Финляндией; юрисконсульт Наркомата финансов, делопроизводитель Сапропелевого комитета Комиссии по изучению естественных производительных сил России при Академии наук.
21 июля 1921 г. был арестован по делу так называемой Петроградской боевой организации В. Н. Таганцева, приговорён к двум годам принудительных работ. 22 октября 1921 года освобождён по состоянию здоровья, вскоре скончался. Похоронен в Москве.

## Семья
Жена — Елена Ефимовна Грейф (27.11.1853 — ?); первым браком была замужем за Владимиром Вадимовичем Пассеком (1841—1880).
Детей не имел.

## Награды
Российской империи:
- Орден Святого Владимира 4-й степени (13.04.1886)
- Орден Святого Владимира 3-й степени (21.04.1891)
- Орден Святого Станислава 1-й степени (01.01.1896)
- Орден Святой Анны 1-й степени (01.01.1898)
- Орден Святого Владимира 2-й степени (01.01.1903)
- Орден Белого орла (1908)
- Орден Святого Александра Невского (01.01.1912)
- Высочайшая благодарность (1912) — за представленный императору доклад о расследовании обстоятельств забастовки на Ленских приисках и расстрела рабочих

Иностранные:
- Французский орден Почётного легиона, офицерский крест (1897)
- Прусский орден Красного орла 2-го класса (1897)

## Отзывы
Министром юстиции был Манухин, человек весьма дельный и умный, прекрасный юрист и, безусловно, порядочный и честный человек. Я не только против него ничего не имел, но очень дорожил, чтобы он был в моем министерстве.— Витте С. Ю. Воспоминания